# Solange Frégnac
Solange Rosine Henriette Julie Schaack-Frégnac (Roubaix, 4 mei 1905 – Luxemburg, 21 oktober 1989) was een Frans-Luxemburgs kunstschilder.

## Leven en werk
Solange Frégnac werd geboren in Frankrijk als dochter van wolhandelaar Auguste Leon Frégnac en Sidonie Marie Joseph Dervaux, ze was een oudere zus van Thérèse Frégnac. Solange was de meer ondernemende zuster van de twee, ze leefde volgens het motto "Durf, werk en heb vertrouwen in jezelf". Ze studeerde aan de École Nationale d'Arts Industriels in haar geboortestad, en won daar de Premier Prix d'Excellence voor zowel tekenen als schilderen. Ze vervolgde haar opleiding aan de Académie de la Grande Chaumière in Parijs. Ze trok daarna door Noord-Frankrijk om landschappen te schilderen.
Frégnac trouwde in 1932 met ingenieur Léon Schaack uit Esch-sur-Alzette, zij kregen zes kinderen. Door het huwelijk verkreeg ze de Luxemburgse nationaliteit. Voor haar werk bleef ze haar eigen naam gebruiken. Ze exposeerde in 1933 op de 2e nationale tentoonstelling in Esch. In 1937 exposeerde ze met haar zus bij Galerie Bradtké in Luxemburg-Stad, Solange toonde zo'n veertig landschappen, stadsgezichten en een aantal bloemschilderijen, Thérèse toonde twintig bloemschilderijen. De regering kocht de schilderijen Le lac de Gerardmer (Solange) en Nature Morte (Thérèse) aan en de stad Esch het werk Le Port de St.-Tropez van Solange. 
Eind 1946 had ze een solotentoonstelling de grote zaal van l'Hôtel Métropole-Bourse in de stad Luxemburg, naar aanleiding hiervan schreef de recensent van de Luxemburger Wort: "Haar brede, snelle schildertechniek is vol temperament! Met het paletmes, de zogenaamde spatel, brengt ze de kleuren aan en bouwt ze het schilderij op. Zij heeft een aangeboren vreugde in de materie van de kleur: zij bezit wat alle coloristen met artistieke vreugde vervult: aimer a travailler dans la pâte. Hoewel haar landschappen bewust slechts directe doorsneden van de natuur zijn, geen composities in de zin van Probst en Gillen, is de zekerheid van haar oog voor de juiste doorsnede van de natuur bewonderenswaardig. Al haar tentoongestelde landschappen onderscheiden zich dan ook door de vrolijkheid van hun kleuren en het evenwicht van hun compositie." Solange Frégnac exposeerde verder onder meer bij de salons van de Société des Artistes Indépendants en de Cercle Artistique de Luxembourg en had solotentoonstellingen in Galerij Bradtké (1949, 1954), Maison Reitz in Esch (1952), de Cercle municipal (1956, 1958, 1965) en Galerie Wierschem in Esch (1968-1974). Haar werk is opgenomen in de collecties van onder meer het Musée national d'archéologie, d'histoire et d'art, het museum in Roubaix en de collecties van de steden Esch en Luxemburg.
Solange Schaack-Frégnac overleed op 84-jarige leeftijd.
- Musée national d'archéologie, d'histoire et d'art: lkl000303